# Yanmenkou (köpinghuvudort i Kina, Hubei Sheng, lat 30,83, long 112,97)
Yanmenkou (kinesiska: 雁门口镇) är en köpinghuvudort i Kina. Den ligger i provinsen Hubei, i den centrala delen av landet, omkring 130 kilometer väster om provinshuvudstaden Wuhan. Antalet invånare är 38 021. Befolkningen består av 18 522 kvinnor och 19 499 män. Barn under 15 år utgör 12,0 %, vuxna 15-64 år 78 %, och äldre över 65 år 9,0 %.
Runt Yanmenkou är det tätbefolkat, med 613 invånare per kvadratkilometer. Närmaste större samhälle är Tuoshi, 18,4 km sydväst om Yanmenkou. Trakten runt Yanmenkou består till största delen av jordbruksmark.
Genomsnittlig årsnederbörd är 1 371 millimeter. Den regnigaste månaden är juli, med i genomsnitt 192 mm nederbörd, och den torraste är december, med 18 mm nederbörd.